# Promethes compressus
Promethes compressus là một loài tò vò trong họ Ichneumonidae.